# Zuzana Martínková

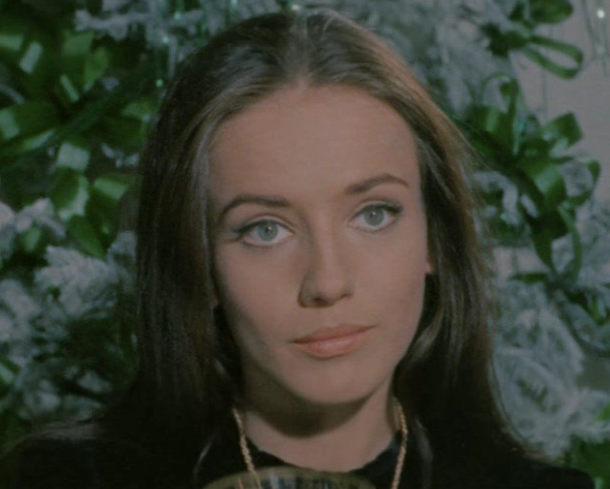
Zuzana Martínková ve filmu Il ragazzo che sorride (1969)

Zuzana Martínková známá jako Susanna Martinkova (* 19. dubna 1946 Praha) je česká herečka, působící především v Itálii.
Martínková se narodila v Praze a debutovala v 16 letech v hlavní ženské roli ve filmu Letos v září (1963) v režii Františka Daniela. Po několika filmových a divadelních rolích (Divadlo Na zábradlí, Černé divadlo Jiřího Srnce) se v roce 1967 přestěhovala do Itálie, kde hrála ve válečném filmu režiséra Carla Lizzaniho Sagapò, který byl nakonec zrušen.
V Itálii si díky své kráse zahrála v řadě filmů, především v dobrodružného žánru a také v nenáročných komediích. V roce 1978 byla hlavní protagonistkou významného televizního dramatu La dama dei veleni, vedle Ugo Pagliai, jemuž hrála manželku. Poté se objevila ve filmu Drákulův sluha (1985), jehož hlavní postavu hrál Paolo Villaggio. Začátkem roku 1999 se rozhodla kariéru herečky ukončit. V současnosti vlastní a věnuje se vinařství.
Od roku 1973 do roku 1986 byl jejím manželem herec Gianni Garko.

## Výběr z filmografie
- Letos v září (1963) – Hanka Zemanová
- Strakatí andelé (1965) – Marie
- Kdyby tisíc klarinetů (1965) – učitelka č. 2
- 1966 Dva tygři – role: Jitka
- Kdo chce zabít Jessii? (1966) – Alena
- Granada, addio! (1967) – Paoletta
- Na 100 000 dollari ti ammazzo (1968) – Mary
- Il ragazzo che sorride (1969) – Livia – manželka Giorgia
- El 'Che' Guevara (1969) – Simona
- Un Detective (1969) – Emmanuelle
- Colpo rovente (1970) – Fanny
- La ragazza del prete (1970) – Erika
- Tajemství velkého vypravěče (1972)
- Prete, fai un miracolo (1975) – Isabel
- La principessa sul pisello (1976)
- Contronatura (1976)
- Il signor Ministro li pretese tutti e subito (1977) – Piera
- Il ladrone (1980) – Marta
- Notturno (1983) – Magdalena Rudinski
- Fracchia contro Dracula (1985) – Catarina
- Luci lontane (1988) – Silvia Bernardi
- Il ritorno del grande amico (1990)
- Vášnivá Lola (1998) – Michelle
- Řeky Babylonu (1998) – Erzika

## Televize
- 1966 Malá mořská víla (TV pohádka) – hlavní role: malá mořská víla